# Екслібрис України

Екслібрис України  — історія розвитку екслібрису на землях України за декілька століть.

## Початковий період
Український книжкових знак (екслібрис) з'явився на землях України на зламі 16-17 ст. Первісно він існував як напис на книзі володаря. Написи ставили на книжках монастирських книгозбірень, в бібліотеках магнатерії, багатіїв-купців, в декотрих державних установах, в бібліотеках перших шкіл-академій, що стануть згодом рахуватись університетами. Написам на книгах (рукописним замінникам екслібрисів) свого часу присвятив своє дослідження письменник Іван Франко
Вже в 16 ст. практика використовувати екслібрисів зафіксована у Франції, Італії, віддаленій Португалії, у Нідерландах, Чехії, Польщі та Україні в її складі. Розповсюдженою технікою друкованих екслібрисів був дереворит, менше мідьорит. Розкошів цим первісним книжковим знакам надавало розфарбування вручну.

Друковані екслібриси започатковані в Україні у кінець 16 — на початку 17 ст. Первісні екслібриси були переважно гербовими (геральдичними) з вказівками імен власника та девізами. Книга ще перебувала в статусі коштовних речей, тому про її оздоблення піклувались. Виникають і супрекслібриси, що створювали засобом тиску на обкладинках, цей засіб декорування протримався о початку 20 ст. і переважав у заможних володарів приватних бібліотек.

## В добу пізнього ренесансу і бароко або «Б’юсь за вівтарі та вогнища»

Ян Зярнко, екслібрис для Яна Кароля Ходкевича, бл. 1610 р.

До перших екслібрисів на землях України належить книжковийзнак, датований 1610 роком. Віднайдений на книзі цехового майстра з міста Кам’янець-Подільський Стефана Самборського . 
До перших майстрів екслібрисів належав  українсько-польський гравер Ян Зярнко (1575-1630) зі Львова. Він навчався у Кракові, потім рушив до Італії, а звідти у Париж, де й працював як гравер.
На кінець 20 ст. відомі три роботи львівського гравера Яна Зярнко, які він виконав для Якова Собеського (батька майбутнього короля Яна ІІІ Собеського), галицького магната Петра Даниловича та коронного гетьмана Великого князівства Литовського Яна-Кароля Ходкевича. На усіх трьох екслібрисах зображенні герби власників книжок, прикрашені девізами та картушами. Саме на одному з екслібрисів роботи Яна Зярнко був девіз «Б’юсь за вівтарі та вогнища» , що був покажчиком діяльності ревного католика.
За часів гетьмана Івана Мазепи козацька старшина зміцнила власний економічний стан, збирала книги і була замовником графічної продукції та портретів. Поширилось виготовлення печаток для приватних власників, відбитки котрих ставили й на книги. Печатки (і їх відбитки) були гербовими, геральдичними.

## На зламі 19-20 ст
Серед українських митців означеного періоду, що звернулись до створення екслібрисів, були Георгій Нарбут (1886-1920), Кульчицька Олена Львівна (1877—1867), Кричевський Василь Григорович (1873-1952).
Олена Кульчицька створила один з перших екслібрисів з шевченківською темою . Він призначався  для бібліотеки школи імені Тараса Шевченка у  місті Володимир-Волинський і був сюжетним . Майстриня подала купку дітей, що грають на лавці, одне дитинча спостерігає за учнем, що старанно вивидить на дошці шевченкові слова «в своїй хаті своя й... ». Екслібрис додатково прикрашений гербом та зверху назвою бібліотеки і міста понизу.

## Екслібриси для бібліотек Наукового товариства ім. Шевченка

Обкладинка одного з перших видань «Записок НТШ» 1894 р. під редакцією О. Барвінського

Унікальним національно-патріотичним явищем на теренах України було заснування Наукового товариства імені Шевченка, перші загальні збори якого відбулися ще 1874 року у країні, що не мала тоді власної державності. Засновницею стала донька Івана Михайловича Скоропадського - Єлизавета Іванівна Милорадович. Наукове товариство ім. Шевченка спромоглося вести не тільки наукову діяльність, а і створило свій музей та  власну бібліотеку.
Згодом бібліотека Наукового товариства отримала і власні екслібриси. Лихі люди подбали про розділ товариства та розпорошення українців у світі, осередок котрого був створений і в Сполучених Штатах. Існує в цьому закордонному закладі і власна бібліотека, для котрої теж створено екслібриси. 
Книжкові знаки української діаспори — окрема і важлива галузь українства у світі, що потребує і власних дослідників, і власних зберігачів, і власних пропагандистів.

Єлизавета із Скоропадських Милорадович
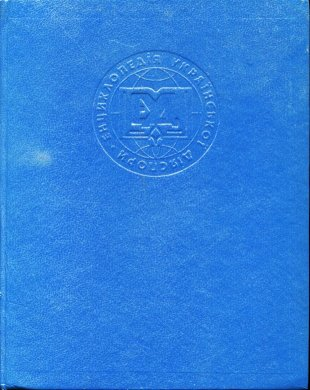
Енциклопедія української діаспори, обкладинка
- Етнографічний збірник НТШ з штемпелем товариства від 1896 року

## В 20 ст.
У 1920-роки пройшов практично перший період піднесення українського книжкового знака. Найбільша кількість митців, що звернулися до створення екслібрисів, на той ча була зосереджена у місті Львів. Саме на цей період припало і  створення значимих колекцій екслібрисів, і поява їх дослідників  в Україні. 
- 1927 року С. Сільванський з міста Херсон, колекціонер та дослідник провінційного книжкового знака Півдня країни, надрукував каталог «Провінційні книжкові знаки», що помітно розширило історію побутування екслібриса у містах, віддалених від столиць[2].

- 1932 року у Львові оприлюднили колективний твір — збірку під назвою «Екслібрис».

- 1937 року історик Іван Кріп'якевич видав каталог друкованих екслібрисів 18 століття, що побутували на землях України[2] .

В означений період у Львові працювала низка майстрів книжкового знака, серед котрих були Ніл Хасевич, Ярослава Музика, Бутович Микола Григорович, Модест Сосенко . Пройшли і перші виставки старовинних та новостворених книжкових знаків.
Сталінські репресії та трагічні події другої світової війни заклали умови для еміграції з України і книжковий знак України розділився на знак української діаспори за кордоном та на екслібрис України в складі СРСР.

## Період 1955-1970-х рр.
Стабілізація політичного стану у СРСР та відсутність широкого вибору розваг в дозвіллі сприяли створенню приватних бібліотек в цей період, а також   сприяли пожвавленню інтереса і до призабутого екслібриса. Книжкові знаки створювали мітці в містах Київ, Харків, Львів, тоді  Дніпропетровськ, Івано-Франківськ, Суми тощо. Зрозуміло, що майстри України насичували книжкові знаки власного виготовлення речами з українського побуту, серед котрих бандура, каламар, рушник з вишивкою, пензлі, палітра, книги, зразки дерев'яної різьби тощо. 
Серед колекціонерів книжкових знаків цього періоду — мистецтвознавець і етнограф Вітрук Володимир Васильович (1929-1984), що передав власну збірку екслібрисів музеям України.
До рівня кращих зразків мистецтва підняли графіку в Україні Лопата Василь Іванович (1941 р.н.) та Перевальський Василь Євдокимович (1938 р.н.), що звертались також і до створення книжкових знаків.
До того ж, Василь Іванович Лопата був серед перших майстрів України, що почали створювати кольорові книжкові знаки. (Багатоколірний книжковий знак в українській діаспорі за кордоном — з'явився набагато раніше через більш сприятливі умови праці і розвитку.)

## Екслібрис України, обрані твори

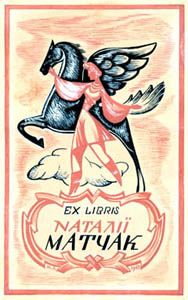
Мирон Левицький, «Екслібрис Наталі Матчак», 1943 .